# Megabox電影中心
Megabox電影中心（英語：Megabox Cineplex）是現時韓國最大型的，在全國各大城市都設有電影中心。
Megabox是由好丽友集团及美國洛伊斯影城娛樂（現已成為AMC （页面存档备份，存于）集團成員）聯合組成的合資公司，他們首家電影中心是位於首爾三成洞COEX的
Megabox COEX，在2000年5月13日開幕。之後在2002年11月，趁釜山國際電影節舉行期間，為集團在海雲臺的電影中心開幕。之後，集團在全國各大城市的電影中心紛紛開幕。2010年，该公司与中央集团媒体网络旗下的Cinus合并。目前，它在全国105个地点经营着722块银幕。韩国电影业是在日治时期（1910-1945年）建立的。由于日本移民拥有所有电影院，韩国人设法根据其独特的文化和历史制作本土电影。从甲午中日战争（1937年）到二战结束，韩国本土电影沦为战争宣传片，甚至停产。从二战结束到朝鲜战争（1950-1953年），韩国电影业的基础几乎被摧毁。从1954年到1973年，韩国电影业迅速发展并繁荣，这个时代被称为韩国黄金时代。

## 韓國各地電影中心
- Megabox COEX：2000年5月開幕
- Megabox 西面：2001年10月開幕，位於釜山中南部，有7個電影館，亦有韓國第一家同時提供高、中、低聲道的電影館。
- Megabox 水原：2001年11月開幕
- Megaline 金浦：
- Megaline 木浦：
- Megabox 海雲臺：2002年11月，是釜山第二個電影中心，位於釜山東部。本館在其後的釜山國際電影節都擔任主場館。
- Megabox 大邱：
- Megaline 安東：
- Megaline 浦項：
- Megabox 木洞：2004年5月

## 中国业务
Megabox于2007年与新影联合作，进入中国市场营运电影院，中文名为美嘉欢乐影城。
其第一家影院于2007年7月在北京海淀区中关村广场购物中心津乐汇大厦开幕，第二家影院于2008年7月于北京朝阳区三里屯Village（后更名为三里屯太古里）开幕。2011年5月，其第三家影院在沈阳和平区沈阳华润万象城开幕。
2020年，美嘉欢乐影城中关村店因所在商场装修及COVID-19疫情原因停业。2022年，美嘉欢乐影城沈阳万象城店因商场改造及业态调整原因撤场停业，同时撤出沈阳市场。2023年10月20日，美嘉欢乐影城在中国的最后一间门店三里屯店也宣布停业，同时宣告Megabox撤出中国市场。

## 參看
- CGV
- JTBC

## 外部連結
- Megabox官方網站 （页面存档备份，存于）